# Andrejs Pumpurs

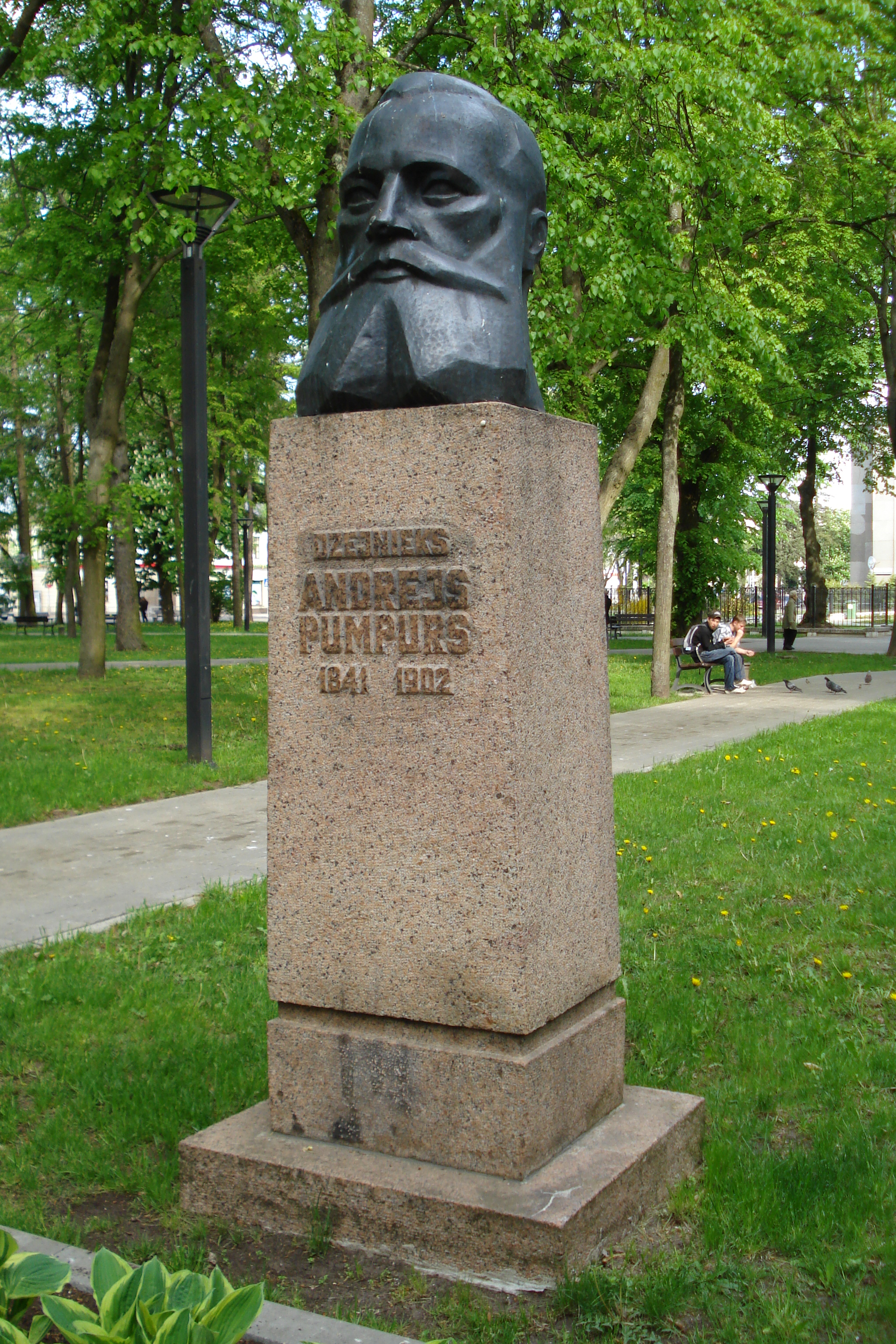
Popiersie Andrejsa Pumpursa w Dyneburgu

Andrejs Pumpurs (ur. 22 września 1841, zm. 6 lipca 1902 w Rydze) – łotewski poeta.

## Życiorys
Urodził się w rodzinie chłopskiej. Pracował jako stolarz i mierniczy. Pisał pieśni, które weszły do repertuaru ludowego. Był związany z młodołotyszami. W 1874 opublikował wiersz Imanta z charakterystycznym wątkiem "śpiących rycerzy", oczekujących na dzień walki.
W 1876 r. walczył przeciwko Turkom. Odbył liczne podróże po Rosji i Azji. Przez 15 lat pracował nad eposem opartym na podaniach ludowych o legendarnym łotewskim bohaterze pt. Lāčplēsis (pol. Ten, który rozrywa niedźwiedzia).